# بری پیکرینگ
بری پیکرینگ (انگلیسی: Barry Pickering؛ زادهٔ ۱۷ آوریل ۱۹۵۹) بازیکن فوتبال اهل نیوزیلند بود.
وی همچنین در تیم ملی فوتبال نیوزیلند بازی کرده‌است.